# Graduation Ridge
Graduation Ridge ist ein hoch aufragender und felsiger Gebirgskamm der Usarp Mountains im nördlichen Viktorialand. Er bildet den nördlichen Ausläufer der Morozumi Range.
Der United States Geological Survey kartierte ihn anhand eigener Vermessungen und Luftaufnahmen der United States Navy aus den Jahren von 1960 bis 1963. Teilnehmer einer von 1967 bis 1968 durchgeführten Kampagne im Rahmen der New Zealand Geological Survey Antarctic Expedition besuchten und benannten ihn. Namensgebend war der Umstand, dass der an dieser Kampagne beteiligte Geologe John A. S. Dow hier die Ergebnisse der Abschlussprüfung seines Studiums erhielt.